# جیمز گوین
 جیمز گوین (انگلیسی: James M. Gavin؛ ۲۲ مارس ۱۹۰۷ – ۲۳ فوریهٔ ۱۹۹۰) یک فرد نظامی اهل ایالات متحده آمریکا بود.